# Rhabstallion
Rhabstallion ist eine englische New-Wave-of-British-Heavy-Metal- und Power-Metal-Band aus Huddersfield, die 1976 gegründet wurde und sich 1984 auflöste. 2018 kam sie wieder zusammen und veröffentlichten 2021 ihr Album „Back In The Saddle“.

## Geschichte
Die Band entstand 1976 aus dem Zusammenschluss verschiedener lokaler Bands aus Huddersfield. Die Gruppe schrieb daraufhin ihr eigenes Material und spielte dieses live. Nachdem sie Anfang 1980 Demoaufnahmen verschiedener Songs angefertigt hatte, nahm sie im Sommer an dem Sampler New Electric Warriors von Logo Records mit dem Lied Chain Reaction teil. Anfang 1981 nahm die Band ihre erste, selbstfinanzierte Single auf, wobei nun der Schlagzeuger Mark Crowther in der Band war, der Jack Himsworth ersetzt hatte. Die Single erschien im selben Jahr über das bandeigene Label Rhab Records unter dem Namen Day to Day mit dem Song Breadline als B-Seite. Trotz der Veröffentlichung gelang es der Gruppe nicht, einen Plattenvertrag zu erreichen. Infolgedessen kam Steve Ancliffe als neuer Sänger dazu. Aufgrund des fehlenden Plattenvertrags musste die Band ihre folgenden Touren selbst arrangieren und bewerben. Im Frühling 1982 nahm die Band in den Fairview Studios in Kingston upon Hull die beiden Lieder Stranger Stranger und Shock'n'Roll auf. Die geplante Veröffentlichung als zweite Single blieb jedoch aus, sodass hieraus nur ein Demo entstand. Im Februar 1983 wurde von der BBC in der University of Bradford ein Auftritt aufgenommen und in der Sendung Bubbling Under ausgestrahlt. Zu dieser Zeit hatte Andy Wood den Gitarristen Stuart Toddington ersetzt. Anfang 1984 begab sich die Band erneut ins Studio, um weitere neue Lieder wie I Could Not Believe My Eyes und Runaway aufzunehmen. Da jedoch auch hiermit kein Plattenvertrag erreicht werden konnte, löste sich die Band auf. Die Mitglieder widmeten sich danach anderen Projekten. So waren der Gitarrist David Thompson und der Schlagzeuger Jack Himsworth in der Band Lost Weekend tätig. Durch den Erfolg der Band wurde auch Aufmerksamkeit auf Rhabstallion gelenkt. 1993 begannen die Verhandlungen über ein Album, woraufhin 1994 die Kompilation Day to Day über Vinyl Tap Records erschien. Der Tonträger besteht aus Live-Material, alten Demoaufnahmen sowie zwei neu aufgenommenen Stücken. Insgesamt umfasst dieser 14 Songs, deren Ursprung teils bis in das Jahr 1979 zurückgeht. Zudem fand sich die Band für ein paar wenige Auftritte wieder zusammen.

## Stil
Laut Malc Macmillan in The N.W.O.B.H.M. Encyclopedia hört sich Chain Reaction von New Electric Warriors wie eine Mischung aus Turbo, Dealer und Silverwing an. Auf der folgenden Single sei die Band in Sachen Songwriting reifer geworden, wobei auch klangliche Parallelen zu Salem hörbar sein. Nach dem Hinzukommen des Sängers Ancliffe, der eine beeindruckende Bandbreite vorzuweisen habe, sei die Gruppe stärker Richtung Power Metal gegangen, sodass die Musik mit der von Traitors Gate und Persian Risk vergleichbar sei. Die Lieder des 1984er Demos seien anspruchsvoller und melodischer und würden einen leichten Queensrÿche-Einfluss erkennen lassen. Martin Popoff schrieb in seinem Buch The Collector’s Guide of Heavy Metal Volume 3: The Nineties über die Kompilation Day to Day, dass hierauf die Melodie von White Spirit mit der Musik von frühen Samson und Praying Mantis kombiniert wird. Die Aufnahmequalität sei schlecht und die Songs seien schlecht gespielt.

## Diskografie
- 1980: Demo I (Demo, Eigenveröffentlichung)
- 1981: Day to Day (Single, Rhab Records)
- 1982: Demo II (Demo, Eigenveröffentlichung)
- 1984: Demo III (Demo, Eigenveröffentlichung)
- 1994: Day to Day (Kompilation, Vinyl Tap Records)
- 2021:  Back In The Saddle, (Golden Core Records)